# 伏尔加河上的纤夫
。
是俄罗斯现实主义画家伊利亚·列宾于1870～1873年创作的一幅油画作品，描绘了11名纤夫在伏尔加河畔拉纤的情景。该作品是19世纪80年代初最出色的一幅批判现实主义油画杰作之一。现藏于俄罗斯圣彼得堡的俄罗斯博物馆。你可以从图中看到纤夫的一生，年轻的红衣少年、中年的黑面白衣以及队尾埋着头的老者。
中国美术史学家吴达志所做的该画的一篇解说词，入选人民教育出版社出版的小学语文课本。课文配图小于原作，截去了原作左侧的的帆船和右侧的蒸汽船部分。